# Johannes Magnusson (1852–1923)
Johannes Magnusson, född 10 februari 1852 i Frändefors, död 4 mars 1923 i Örgryte församling i Göteborg, var en svensk orgelbyggare i Göteborg. Mellan 1889 och 1911 byggde han över 80 orglar i Västsverige.

## Biografi
Magnusson var son till bonden Magnus Andersson och Margreta Larsdotter. Han arbetade först inom snickeri och sysslade med orgelkonstruktion på egen hand. 1873 begav han sig på inrådan av musikdirektören vid Västgöta-Dals regemente till Göteborg för att bilda sig i orgelbyggerikonsten. Efter ett år som lärling vid C.H. Billbergs Pianofabrik anställdes han 1874 hos Salomon Molanders firma. Han blev kvar hos Molander i 14 år och läste samtidigt ritkonst vid Slöjdföreningens skola. 1888 startade han en egen orgelverkstad i Annedal, som 1899 förflyttades till Gårda. 1910 blev sonen Anders Magnusson delägare i firman som han kom att ta över vid sin faders död 1923, under namnet A. Magnusson Orgelbyggeri AB. Johannes Magnusson är begravd på Östra kyrkogården i Göteborg.
Under senare delen av 1890-talet byggde Magnusson sina orglar med rooseweltlådor och mekanisk traktur. Vid en studieresa till orgelverkstäder i Tyskland våren 1910 fick han erfarenhet av det för tiden moderna rörpneumatiska systemet. Redan samma höst implementerade han rörpneumatik vid bygget av den nya orgeln i Annedalskyrkan.

## Orglar (urval)
| År   | Ursprunglig kyrka           | Stift    | Bild                                     | Manualer | Pedal        | Stämmor | Bevarad orgel/fasad | Övrigt |
| ---- | --------------------------- | -------- | ---------------------------------------- | -------- | ------------ | ------- | ------------------- | --- |
| 1889 | Vättlösa kyrka              | Skara    |                                          |          |              |         |                     | |
| 1889 | Skånings-Åsaka kyrka        | Skara    |                                          | 1        | Bihängd      | 9       | Ja/Ja               | |
| 1889 | Brålanda kyrka              | Karlstad |                                          |          |              | 8       | Nej/Ja              | |
| 1890 | Getinge kyrka               | Göteborg |                                          |          |              | 16      | Nej/Nej             | En ny orgel byggdes 1957 av Frederiksborg Orgelbyggeri. |
| 1890 | Kinne-Vedums kyrka          | Skara    |                                          |          |              |         |                     | |
| 1891 | Lurs kyrka                  | Göteborg | Lurs_kyrka_-_KMB_-_16000200004954        | 1        | Bihängd      | 10      | Ja/Ja               | Renoverad 1983 av A. Magnusson Orgelbyggeri. |
| 1891 | Flo kyrka                   | Skara    |                                          |          |              |         |                     | |
| 1892 | Barne-Åsaka kyrka           | Skara    |                                          |          |              |         |                     | |
| 1892 | Kinne-Kleva kyrka           | Skara    |                                          |          |              |         |                     | |
| 1892 | Naverstads kyrka            | Göteborg |                                          |          |              | 6       | Nej/Ja              | En ny orgel byggdes 1960 av John Grönvall Orgelbyggeri. |
| 1892 | Fjällbacka kyrka            | Göteborg |                                          | 1        | Självständig | 11      | Delvis/Ja           | En ny orgel byggdes 1960 av John Grönvall Orgelbyggeri. Orgeln rekonstruerades nära ursprungligt skick 2002 av Tostareds kyrkorgelfabrik.                             |
| 1893 | Dala kyrka                  | Skara    |                                          |          |              |         |                     | |
| 1893 | Gestads kyrka               | Karlstad |                                          |          |              |         |                     | |
| 1893 | Mo kyrka                    | Göteborg |                                          |          |              | 4       | Nej/Ja              | En ny orgel byggdes 1961 av Nordfors & Co. |
| 1894 | Skara domkyrka              | Skara    |                                          |          |              |         |                     | |
| 1895 | Bosebo kyrka                | Växjö    |                                          |          |              |         |                     | |
| 1895 | Trävattna kyrka             | Skara    |                                          |          |              |         |                     | |
| 1895 | Skölvene kyrka              | Skara    |                                          |          |              |         |                     | |
| 1895 | Hanhals kyrka               | Göteborg |                                          |          |              |         | Nej/Nej             | Orgeln förstördes i kyrkans brand 1936. |
| 1895 | Herrestads kyrka            | Göteborg | Herrestads_kyrka_-_KMB_-_16000200004395  |          |              |         | Nej/Ja              | Ombyggnation av en orgel från 1792 av Johan Ewerhardt den äldre. En ny orgel byggdes 1934 av Lindegren Orgelbyggeri.                                                  |
| 1896 | Vendels kyrka               | Uppsala  |                                          |          |              |         |                     | |
| 1896 | Västerlanda kyrka           | Göteborg | Västerlanda_kyrka_-_KMB_-_16000200006361 |          |              | 10      | Nej/Ja              | En ny orgel byggdes 1971 av John Grönvall Orgelbyggeri. |
| 1896 | Sventorps kyrka             | Skara    |                                          |          |              |         |                     | |
| 1896 | Löderups kyrka              | Lund     |                                          |          |              |         |                     | |
| 1897 | Fors kyrka                  | Skara    |                                          |          |              |         |                     | |
| 1897 | Ölmevalla kyrka             | Göteborg |                                          |          |              | 13      | Nej/Ja              | En ny orgel byggdes 1971 av Hammarbergs Orgelbyggeri. |
| 1897 | Grinstads kyrka             | Karlstad |                                          |          |              |         |                     | |
| 1898 | Bjurbäcks kyrka             | Skara    |                                          |          |              |         |                     | |
| 1898 | Fryksände kyrka             | Karlstad |                                          |          |              |         |                     | |
| 1899 | Glemminge kyrka             | Lund     |                                          |          |              |         |                     | |
| 1900 | Hogdals kyrka               | Göteborg | Hogdals_kyrka_-_KMB_-_16000200004455     |          |              | 8       | Nej/Ja              | En ny orgel byggdes 1960 av John Grönvall Orgelbyggeri. |
| 1900 | Långelanda kyrka            | Göteborg |                                          |          |              | 8       | Nej/Ja              | En ny orgel byggdes 1997 av Hammarbergs Orgelbyggeri. |
| 1900 | Lerums kyrka                | Göteborg |                                          |          |              |         | Nej/Nej             | En ny orgel byggdes 1931 av A. Magnusson Orgelbyggeri. |
| 1901 | Sankt Peters klosters kyrka | Lund     |                                          |          |              |         |                     | |
| 1901 | Högsäters kyrka             | Karlstad |                                          |          |              |         |                     | |
| 1902 | Norra Nöbbelövs kyrka       | Lund     |                                          |          |              |         |                     | |
| 1902 | Norra Vrams kyrka           | Lund     |                                          |          |              |         |                     | |
| 1902 | Västerstads kyrka           | Lund     |                                          |          |              |         |                     | |
| 1902 | Östraby kyrka               | Lund     |                                          |          |              |         |                     | |
| 1902 | Särslövs kyrka              | Lund     |                                          |          |              |         |                     | |
| 1902 | Sankta Maria kyrka, Ystad   | Lund     |                                          |          |              |         |                     | |
| 1902 | Fristads kyrka              | Skara    |                                          |          |              |         |                     | |
| 1903 | Millesviks kyrka            | Karlstad |                                          |          |              |         |                     | |
| 1903 | Säters kyrka, Dalarna       | Västerås |                                          |          |              |         |                     | |
| 1903 | Fägre kyrka                 | Skara    |                                          |          |              |         |                     | |
| 1903 | Åsenhöga kyrka              | Växjö    |                                          |          |              |         |                     | |
| 1903 | Halmstads kyrka             | Lund     |                                          |          |              |         |                     | |
| 1904 | Norbergs kyrka              | Västerås |                                          |          |              |         |                     | |
| 1904 | Hedemora kyrka              | Västerås |                                          |          |              |         |                     | |
| 1904 | Arby kyrka                  | Kalmar   |                                          |          |              |         |                     | |
| 1904 | Norra Åsums kyrka           | Lund     |                                          |          |              |         |                     | |
| 1907 | Rävinge kyrka               | Göteborg | Rävinge_kyrka_-_KMB_-_16000200034512     | 2        | Självständig | 11      | Ja/Ja               | Fasaden utfördes av Pehr Schiörlin 1791. En ny orgel byggdes 1940 av Th. Frobenius Orgelbyggeri. Orgeln restaurerades till originalskick 2015 av Ålems Orgelverkstad. |
| 1910 | Annedalskyrkan              | Göteborg |                                          | 3        | Självständig | 33      | Nej/Delvis          | Orgeln ombyggdes 1939 av A. Magnusson Orgelbyggeri. En ny orgel byggdes 1958 av Hammarbergs Orgelbyggeri.                                                             |
| 1911 | Mörbylånga kyrka            | Växjö    |                                          | 2        | Självständig | 13      | Nej/Nej             | Orgeln invigdes söndagen den 18 juni 1911. En ny orgel byggdes 1966 av Olof Hammarberg.                                                                               |
| 1912 | Lyse kyrka                  | Göteborg |                                          | 2        | Självständig | 18      | Delvis/Ja           | Orgel omdisponerades 1958 av Lindegren Orgelbyggeri. |
| 1917 | Stamnareds kyrka            | Göteborg | Stamnareds_kyrka_orgelfasad              | 2        | Självständig | 9       | Ja/Ja               | Orgeln restaurerades 1977 av A. Magnusson Orgelbyggeri. |
| 1921 | Askome kyrka                | Göteborg |                                          | 1        | Bihängd      | 7       | Delvis/Ja           | Fasaden utfördes av Johan Nikolaus Söderling 1848. Orgeln omdisponerades 1961 av Tostareds kyrkorgelfabrik.                                                           |